# 신기생뎐 (드라마)
《신기생뎐》(新妓生傳, 신기생전)은 2011년 1월 23일부터 2011년 7월 17일까지 방영된 SBS 주말 특별기획 드라마이다.

## 기획 의도
기생집을 둘러싼 인물들의 사랑과 애환, 아픔을 둘러보며 이제는 사라져버린 문화적 자존심으로서의 기생의 역할을 재조명하는 드라마

## 등장 인물

### 주요 인물
- 임수향 : 단사란 / 금사란(25세) 역 - 무용학과 졸업생
- 성훈 : 아다모(29세) 역 - 경영수업 중, 사란의 연인
- 한혜린 : 금라라(25세) 역 - 무용학과 졸업생, 사란의 친구

### 사란네
- 김주영 : 단철수(54세) 역 - 사란과 공주의 양아버지
- 이숙 : 지화자(54세) 역 - 사란의 새어머니
- 백옥담 : 단공주(22세) 역 - 의상학과 대학생, 지화자의 딸

### 금원장네
- 한진희 : 금어산(56세) 역 (아역 박진) - 금병원 원장, 라라의 큰아버지, 사란의 친아버지
- 이종남 : 장주희(52세) 역 - 금어산의 부인, 라라의 큰어머니
- 이대로 : 금시조(77세) 역 - 금어산과 금강산의 아버지
- 서우림 : 이홍아(75세) 역 - 금어산과 금강산의 어머니

### 금강산네
- 이동준 : 금강산(47세) 역 - 성형외과 원장, 금어산의 동생, 라라와 손자의 친아버지, 신효리의 남편
- 이상미 : 신효리(46세) 역 - 금강산의 부인, 라라의 친어머니
- 진현빈 : 손자 / 금자(20세) 역 - 금강산의 아들

### 다모네
- 임혁 : 아수라(58세) 역 - 다모의 아버지, 은성그룹 회장
- 김혜정 : 차라리(55세) 역 - 다모의 어머니
- 안영주 : 박애자(80세) 역 - 아수라의 어머니, 다모의 친할머니 (하차)

### 부용각
- 김보연 : 오화란(52세) 역 - 부용각의 대마담이자 기생
- 김혜선 : 한순덕(47세) 역 (아역: 정한비) - 부용각의 주방장, 금어산의 첫사랑, 사란의 친어머니
- 최선자 : 오화란의 어머니 역 - 구두쇠 꼽추 (하차)
- 이매리 : 이도화(30세) 역 - 이 마담, 부용각의 상무
- 박준면 : 노은자(42세) 역 - 부용각의 주방 실장
- 서동수 : 마단세 역 - 부용각 직원, 노은자의 연인
- 송대관 : 서생강 역 - 부용각의 더부살이, 백수 (하차)
- 오기찬 : 오봉이 역 - 부용각의 웨이터
- 마이클 블렁크 : 카일 역 - 부용각의 영어 선생님, 라라의 남편

### 기생들
- 강초희 : 한송이 역
- 김열 : 백수정 역
- 설윤 : 장수진 역
- 윤지은 : 송혜은 역
- 김은선 : 예랑 역
- 이선아 : 이지향 역

### 그 외 인물
- 진예솔 : 진주아 역 - 사란의 친구
- 이수진 : 성아미 역 - 사란의 친구
- 박윤재 : 오진암 역 - 다모의 친구
- 김호창 : 유태영 역 - 다모의 친구
- 윤준호 : 김 과장 역 - 아수라의 비서
- 주상현
- 황자경
- 신지용
- 김경희
- 편승준 : 레스토랑 직원 역
- 김상미
- 육미라 : 한의원 환자 역 - 신효리의 지인
- 오희중
- 김나무 : 부용각 손님 역
- 최정윤
- 박수정
- 김수현
- 김규환
- 최승희
- 안성민
- 김봉수 : 부용각 손님 역
- 김수빈 : 지화자가 의뢰한 사람의 심부름꾼 역
- 오수정
- 윤나나
- 김수안
- 오동원
- 서연우
- 엄혜수
- 반혜라 : 점 보러 온 여자 역
- 김선은 : 대리기사 역
- 이애경
- 김상일
- 정동규 : 의사 역 - 금어산의 지인
- 진명선 : 의사 부인 역
- 김경수
- 민병애 : 시장 상인 역
- 장은비 : 오화란과 이도화를 아는 여자 역
- 혜나
- 이세랑 : 부용각 주방직원 역
- 김주아 : 다모네 가정부 역
- 성인자
- 황윤걸
- 김재연
- 설주영
- 이광세 : 김명준 회장 역 - 부용각 손님
- 나현주 : 사란의 친구 역
- 박준목 : 여자화장실에 들어간 아이 역
- 이현학
- 전일범 : 식당 주방장 역
- 이종성
- 김형범
- 박국선
- 이재필
- 너훈아 : 나훈아 역
- 원태
- 김성숙
- 주성민
- 송인화 : 푸드스타일리스트 역 - 사란의 친구
- 조재호 : 호텔 직원 역
- 손승우 : 최영림 역 - 다모의 맞선녀
- 윤미향 : 가사도우미 역
- 홍승범 : 레스토랑 직원 관리자 역
- 원종례 : 최영림의 어머니 역
- 송금식 : 장주희를 좋아하는 남자 역
- 김대성 : 부용각 손님 역
- 박규점 : 부용각 손님 역
- 이영희 : 오진암의 어머니 역
- 송경화 : 라라네 가사도우미 역
- 김진형 : 조폭 역
- 이성호 : 황 박사 역 - 부용각 손님, 아수라의 지인
- 이종구 : 박 원장 역 - 부용각 손님, 아수라의 지인
- 이효정 : 마이준 역 - 준 엔터테인먼트 대표
- 이승기 : 박 감독 역 - 부용각 손님, 마이준의 지인
- 이경영 : 부용각 손님 역 - 마이준의 지인
- 이정성 : 부용각 손님 역 - 마이준의 지인
- 최인숙 : 부용각 손님 역 - 차라리의 지인
- 최홍일 : 조폭 역
- 차영옥 : 부용각 손님 역 - 차라리의 지인
- 김진양 : 부용각 손님 역 - 차라리의 지인
- 강철성 : 유전자센터 직원 역
- 한창현 : 마이준의 지인 역
- 유인석 : 마이준의 지인 역
- 이우신 : 마 비서 역
- 성인자 : 사란에게 결혼을 만류하는 여자 역
- 이진목 : 택시기사 역
- 김윤수 : 할머니 귀신 역
- 현숙희 : 상상속 다모가 라라네집에 아이를 놔두고 간 사람이라 연기해달라고 부탁받는 여자 역
- 오정원 : 다모가 라라네집에 아이 놔두고 간 사람이라 연기해달라고 부탁받은 여자 역
- 조현진 : 비서 역
- 김민채 : 레스토랑 주방장 역
- 미소윤 : 단공주의 친구 역
- 정병호 : 레스토랑 사장 역 - 아수라가 수영장에서 만난 남자
- 서지연 : 고깃집 직원 역
- 남현주 : 갓 신내림 받은 무속인 역
- 변신호 : 무속인 역
- 손선근 : 다모네 집사 역
- 경수진 : 황예린 역 - 손자의 소개팅녀
- 이정훈 : 돌잔치 사회자 역

### 특별출연
- 신구 :중봉선생, 오화란과 한순덕의 지인

## 시청률
아래의 파란색 숫자는 '최저 시청률'이고, 빨간색 숫자는 '최고 시청률'입니다. 시청률조사회사와 지역별로 시청률에 차이가 있을 수 있습니다.
| 2011년      | 2011년      | 2011년         | 2011년       | 2011년         | 2011년       |
| 회차        | 방송일      | TNmS 시청률    | TNmS 시청률  | AGB 시청률     | AGB 시청률   |
| 회차        | 방송일      | 대한민국(전국) | 서울(수도권) | 대한민국(전국) | 서울(수도권) |
| ----------- | ----------- | -------------- | ------------ | -------------- | ------------ |
| 제1회       | 1월 23일    | 8.0%           | 9.9%         | 10.4%          | 12.2%        |
| 제2회       | 1월 23일    | 9.9%           | 11.9%        | 12.4%          | 14.2%        |
| 제3회       | 1월 29일    | 9.2%           | 10.7%        | 11.4%          | 13.2%        |
| 제4회       | 1월 30일    | 8.3%           | 9.8%         | 9.4%           | 10.9%        |
| 제5회       | 2월 5일     | 9.0%           | 11.3%        | 10.2%          | 11.3%        |
| 제6회       | 2월 6일     | 8.9%           | 10.3%        | 10.8%          | 12.0%        |
| 제7회       | 2월 12일    | 9.7%           | 12.1%        | 11.0%          | 12.0%        |
| 제8회       | 2월 13일    | 9.0%           | 10.8%        | 10.9%          | 12.5%        |
| 제9회       | 2월 19일    | 10.4%          | 12.1%        | 14.5%          | 16.3%        |
| 제10회      | 2월 20일    | 9.0%           | 10.3%        | 13.6%          | 16.0%        |
| 제11회      | 2월 26일    | 10.1%          | 11.4%        | 12.7%          | 14.4%        |
| 제12회      | 2월 27일    | 10.1%          | 12.1%        | 13.7%          | 15.7%        |
| 제13회      | 3월 5일     | 11.2%          | 13.0%        | 12.7%          | 14.4%        |
| 제14회      | 3월 6일     | 10.5%          | 12.3%        | 13.7%          | 15.2%        |
| 제15회      | 3월 12일    | 10.7%          | 12.8%        | 12.6%          | 14.3%        |
| 제16회      | 3월 13일    | 11.5%          | 13.7%        | 13.4%          | 15.5%        |
| 제17회      | 3월 19일    | 11.4%          | 14.0%        | 13.2%          | 15.4%        |
| 제18회      | 3월 20일    | 11.0%          | 13.1%        | 14.4%          | 16.6%        |
| 제19회      | 3월 26일    | 11.3%          | 13.1%        | 12.5%          | 14.1%        |
| 제20회      | 3월 27일    | 10.8%          | 13.3%        | 13.0%          | 14.9%        |
| 제21회      | 4월 2일     | 13.7%          | 15.9%        | 18.0%          | 20.2%        |
| 제22회      | 4월 3일     | 15.6%          | 18.2%        | 18.7%          | 20.5%        |
| 제23회      | 4월 9일     | 16.0%          | 18.7%        | 18.7%          | 21.0%        |
| 제24회      | 4월 10일    | 14.8%          | 17.9%        | 19.2%          | 21.9%        |
| 제25회      | 4월 16일    | 14.9%          | 16.9%        | 17.0%          | 18.4%        |
| 제26회      | 4월 17일    | 15.7%          | 18.5%        | 18.5%          | 20.9%        |
| 제27회      | 4월 23일    | 14.6%          | 17.2%        | 18.7%          | 21.0%        |
| 제28회      | 4월 24일    | 15.1%          | 17.5%        | 19.3%          | 21.0%        |
| 제29회      | 5월 1일     | 10.1%          | 11.8%        | 13.3%          | 14.9%        |
| 제30회      | 5월 1일     | 15.7%          | 17.2%        | 19.0%          | 20.5%        |
| 제31회      | 5월 7일     | 13.0%          | 14.3%        | 16.4%          | 16.9%        |
| 제32회      | 5월 8일     | 14.8%          | 16.9%        | 18.3%          | 20.1%        |
| 제33회      | 5월 14일    | 15.2%          | 18.5%        | 17.6%          | 19.6%        |
| 제34회      | 5월 15일    | 16.4%          | 19.6%        | 19.1%          | 21.4%        |
| 제35회      | 5월 21일    | 15.0%          | 17.3%        | 19.2%          | 21.8%        |
| 제36회      | 5월 22일    | 16.5%          | 18.9%        | 19.3%          | 21.0%        |
| 제37회      | 5월 28일    | 15.9%          | 18.7%        | 18.5%          | 19.8%        |
| 제38회      | 5월 29일    | 16.3%          | 19.1%        | 20.2%          | 21.9%        |
| 제39회      | 6월 4일     | 15.6%          | 19.1%        | 19.3%          | 20.2%        |
| 제40회      | 6월 5일     | 15.9%          | 17.0%        | 19.4%          | 20.7%        |
| 제41회      | 6월 11일    | 18.1%          | 21.0%        | 21.7%          | 22.9%        |
| 제42회      | 6월 12일    | 19.3%          | 22.8%        | 22.3%          | 24.1%        |
| 제43회      | 6월 18일    | 19.1%          | 20.9%        | 21.0%          | 22.0%        |
| 제44회      | 6월 19일    | 19.6%          | 23.5%        | 23.1%          | 24.5%        |
| 제45회      | 6월 25일    | 19.5%          | 22.2%        | 22.4%          | 24.3%        |
| 제46회      | 6월 26일    | 20.3%          | 22.2%        | 25.0%          | 26.5%        |
| 제47회      | 7월 2일     | 20.4%          | 23.3%        | 22.5%          | 23.2%        |
| 제48회      | 7월 3일     | 20.9%          | 24.6%        | 24.4%          | 25.8%        |
| 제49회      | 7월 9일     | 20.1%          | 20.8%        | 23.6%          | 24.7%        |
| 제50회      | 7월 10일    | 21.1%          | 22.3%        | 24.7%          | 25.9%        |
| 제51회      | 7월 16일    | 23.2%          | 25.1%        | 26.5%          | 28.3%        |
| 제52회      | 7월 17일    | 24.0%          | 25.1%        | 28.3%          | 29.5%        |
| 평균 시청률 | 평균 시청률 | 14.4%          | 16.6%        | 17.3%          | 19.0%        |

## 편성 변경
- 2011년 1월 23일 : 1회, 2회 연속 방영

## 연장
- 2011년 6월 16일 : 신기생뎐의 방영 분량이 50부작에서 2회 연장되어 52부작으로 변경 및 확정되었다.[4]

## 수상
- 2011년 SBS 연기대상 뉴스타상 임수향
- 2011년 SBS 연기대상 뉴스타상 성훈

## 경쟁 프로그램
- 근초고왕 (KBS1)
- 광개토태왕 (KBS1)
- 욕망의 불꽃 (MBC)
- 내 마음이 들리니 (MBC)
- 애정만만세 (MBC)

## 참고 사항
- 임성한 작가의 전작 <보고 또 보고>, <보석 비빔밥>에 이어 가제는 <손짓>이었으나, 제목을 <신기생뎐>으로 바꾸었다. 또한, 월화드라마 시간대에 방송될 예정이었으나 주말 특별기획 시간대로 편성이 변경되었다.[5]
- 15회 방영분에서 '교회 목사님이 남편은 돼지 한 마리 키우듯 다루라고 하더라', '애인이 없어 종교에 빠진다' 등의 종교 비하 발언이 전파를 타 시청자들로부터 비난을 받았다.[6]
- 어머니가 수양딸에게 기생이 되도록 강요하는 장면, '기생 머리 올리기', '멍석말이' 등 비윤리적이고 비현실적인 내용, 이외에도 다수의 저속한 표현과 특정 협찬주에게 광고효과를 줄 수 있는 내용을 방송하여 방송통신위원회로부터 '시청자에 대한 사과 및 해당 방송프로그램의 관계자에 대한 징계' 조치를 받았다.[7]
- 42회부터 각종 귀신들이 등장하는 장면이 방영되었고[8], 급기야 7월 10일 방송분에서는 임혁(아수라 역)이 눈으로 레이저빔을 쏘는 장면까지 나와 시청자들로부터 '신귀신뎐'이라 불리며 비난을 받았다.
- 이에 박종 SBS 드라마센터장은 "임성한 작가와의 남은 40회 분량 정도의 계약 해지를 검토하겠다"는 입장을 밝혔다.[9][10]
- 이에 임성한 작가는 51회에는 아수라가 빙의 치료를 받았다는 대사로 귀신 에피소드를 대거 덜어내어 여론에 순응하는 모습을 보였다.[11]
- 무용가의 꿈을 가진 당찬 현대 여성이었던 단사란(임수향)의 캐릭터가 결혼과 함께 가부장적 가족 구조에 편입되면서 변모되어, 과거 여성상의 폐해를 그렸다는 지적을 받았으며[12] 1997년 9월 KBS에서 SBS로 이적한 프리랜서 연출자 이영희 PD가[13] 9회부터 공동 연출자로 합류했다.